# 小東
小東，是台灣雲林縣斗南鎮的一個傳統地域名稱，位於該鎮北部。相較於今日行政區，其範圍大致與小東里相近。

## 歷史
台灣清治末期至日治初期，小東地區為一街庄，稱為「小東庄」，隸屬於他里霧堡。該庄西北及北隔虎尾溪與過溪仔庄、惠來厝庄為界，東與田頭庄、新庄為鄰，南邊為他里霧庄，西南邊為大東庄，西邊為蕃薯庄。
1901年（日治明治三十四年）11月，全台廢縣廳改設二十廳，該庄隸屬於斗六廳。1903年（明治三十六年）6月，該庄編入「他里霧區」，隸屬於斗六廳。1909年（明治四十二年）10月，合併二十廳為十二廳，他里霧區改隸屬於嘉義廳。1920年（大正九年），全台地方制度大改正，廢十二廳改設五州二廳，該庄改制為「小東」大字，隸屬於臺南州斗六郡斗南庄。1940年，斗南庄升格為斗南街。
戰後斗南街改制為斗南鎮，隸屬於臺南縣，大字亦改制為里。1950年10月，雲、嘉、南分治，斗南鎮改隸屬雲林縣。

## 聚落
本地區發展較早的聚落為小東，在日治期初期的官方地圖上已有記載。

## 交通
台鐵縱貫線是台灣西部南北鐵路幹線，大致以東北微東—西南微西走向轉東北—西南走向經過小東地區東南部及南部邊界外不遠處。最近的車站是斗南車站，屬二等站，停靠部分自強號及全部的莒光號及區間車。由此可前往台鐵沿線各站。
國道1號又稱「中山高速公路」，是貫穿台灣西部的兩條縱向高速公路之一，大致以北北東—南南西走向繞大彎轉東北微北—西南微南走向經過本地區中部。境內縣道158號交會處設有斗南交流道。由此可快速前往國道1號沿線各地。
省道台1線（延平北路、延平路一段）又稱「縱貫公路」，是台北至屏東楓港的傳統平面幹道，大致先以北微西—南微東走向經過本地區東北端，再以東北微北—西南微南走向到達本地區東部邊界中央略偏南處，轉南微東沿邊界而行，經縣道158號（可通往國道1號斗南交流道）終點路口後轉南南東，經省道台1丁線起點路口出境。由該道路北段向北微西轉北北東可前往虎尾東北部、莿桐西南部、西螺、溪州等地，由南段向南南東轉南南西可前往斗南市區、大埤東界、大林、溪口東部等地。
省道台1丁線（光華路）是莿桐經斗六至斗南的幹道，其南側端點（終點）位於本地區東部邊界南側的省道台1線路口（斗南市區北郊）。由此向東轉東南東經高架橋跨越鐵路後轉東北微東經新庄可前往九老爺北端、保長廍西南部、保長廍與大潭交界地帶、斗六市區、斗六與海豐崙交界地帶、保長廍東北部、竹圍子西南端、大埔尾、樹子腳西南端、莿桐市區南側並止於省道台1線路口另一路口。
縣道158號（大業路）是海口至石榴班（實際終點在北勢仔）的道路，其東側端點（終點）位於本地區東部邊界中央略偏南處的省道台1線路口（北勢仔聚落西側）。由此向西南西轉西北西經國道1號斗南交流道後出境，經縣道158乙線起點路口轉西北微北再轉西北微西可前往虎尾、土庫中部、褒忠、東勢、台西等地。
縣道158乙線（大同路）是斗南鎮小東至古坑鄉永光（實際終點在麻園）的道路，其西北側端點（起點）位於本地區西部邊界外緣的縣道158號路口。由此向東南轉東南微南，經國道1號高架橋下後續行以至出境，可前往斗南市區、舊社東部、阿丹、麻園並止於省道台3線路口。
鄉道雲82線（文安路）是北勢至溝垻的道路，其西側端點（起點）位於本地區東部邊界中央偏南處文安國小旁的省道台1線路口（北勢仔聚落西南側）。由此向東北東繞彎道轉東南東，至鄉道雲82-1線起點路口轉南微東，至光榮路路口轉東南微東再轉東北東，至路底轉南南東經新庄可前往溝子垻並止於鄉道雲193線路口。
鄉道雲85線是小東至二重溝的道路，其北側端點（起點）位於本地區中部偏西南的縣道158乙線路口。由此向西南轉西南西再轉東南再轉東南東，再轉西南出境後可前往大東、五間厝地區的二重溝聚落、茄苳腳東北部並止於縣道157號路口。

## 學校
- 大德工商

## 產業
- 小東工業區